# Глубокая (река, впадает в губу Глубокую)
Глубо́кая — река на Кольском полуострове, в Мурманской области России.

## Физико-географическая характеристика
Расположена в крайней юго-восточной части Кольского полуострова. Длина — 28 километров. Водосборная площадь — 141 км². Ширина — до 5—25 метров. Исток Глубокой находится на склонах безымянных высот к югу и юго-востоку от Бахильных гор. Высота истока — 179,0 м над уровнем моря. Далее река течёт сначала на юг, затем делает резкий изгиб на востоко-северо-восток, затем два более плавных изгиба на юго-восток и юго-запад и затем — плавный изгиб на юго-восток. Устье Глубокой находится на Терском берегу в Горле Белого моря в одноимённой бухте.
Местность, по которой протекает река — тундровая, сильно холмистая, с небольшим количеством участков леса вдоль берегов реки и вкраплениями болот. Окружающие реку сопки — невысокие и пологие. Глубина прилегающих болот — до 0,7-1,0 метра. Растительность по берегам — тундровая, с урочищами (Глубокая Варака и другие) берёзовых и елово-берёзовых лесов. Высота деревьев достигает 9-10 метров.
Река быстрая и порожистая, с водопадами высотой до 2-8 метров, скорость течения составляет до 1,4-1,5 м/с. Населённых пунктов на реке нет. В 500 метрах от устья реку пересекает через брод (глубиной 0,4 метра) зимник, ведущий вдоль побережья на северо-восток к селу Сосновка (в 13 километрах) и на юго-запад к селу Пялица (в 50 километрах). Ещё один зимник, ведущий из Сосновки к озеру Бабьему, пересекает северный исток Глубокой.
В среднем течении Глубокой, в неё вливается относительно крупный приток — ручей Захарьевский, текущий с запада от болот у урочища Бабьи Кейвы.